# Lijst van voetbalinterlands Engeland - Estland
Deze lijst van voetbalinterlands is een overzicht van alle officiële voetbalwedstrijden tussen de nationale teams van Engeland en Estland. De landen speelden tot op heden vier keer tegen elkaar, te beginnen met een kwalificatiewedstrijd voor het Europees kampioenschap voetbal 2008 op 6 juni 2007 in Tallinn. Het laatste duel, een kwalificatiewedstrijd voor het Europees kampioenschap voetbal 2016, werd gespeeld in Londen op 9 oktober 2015.

## Wedstrijden
| № | Plaats  | Datum           | Competitie           | Wedstrijd          | Uitslag |
| - | ------- | --------------- | -------------------- | ------------------ | ------- |
| 1 | Tallinn | 6 juni 2007     | EK 2008 kwalificatie | Estland – Engeland | 0 – 3   |
| 2 | Londen  | 13 oktober 2007 | EK 2008 kwalificatie | Engeland – Estland | 3 – 0   |
| 3 | Tallinn | 12 oktober 2014 | EK 2016 kwalificatie | Estland − Engeland | 0 − 1   |
| 4 | Londen  | 9 oktober 2015  | EK 2016 kwalificatie | Engeland – Estland | 2 – 0   |

## Samenvatting
| Competitie      | Totaal gespeeld | Winst Engeland | Gelijk | Winst Estland | Doelsaldo Engeland – Estland |
| --------------- | --------------- | -------------- | ------ | ------------- | ---------------------------- |
| EK-kwalificatie | 4               | 4              | 0      | 0             | 9 − 0                        |
| Totaal          | 4               | 4              | 0      | 0             | 9 − 0                        |

Wedstrijden bepaald door strafschoppen worden, in lijn met de FIFA, als een gelijkspel gerekend.

## Details

### Eerste ontmoeting
| EK 2008 kwalificatie (Tallinn, Estland, 6 juni 2007): |              | |
| Estland | 0 – 3        | Engeland |
| | goals        | 37' Joe Cole 54' Michael Owen 62' Peter Crouch |
| Jelle Goes | bondscoach   | Steve McClaren |
| Mart Poom Andrei Stepanov Dmitri Kruglov Ragnar Klavan Enar Jääger Konstantin Vassiljev Joel Lindpere Aleksandr Dmitrijev Sergei Terehhov 64' Oliver Konsa 46' Vladimir Voskoboinikov | opstellingen | Paul Robinson John Terry Wes Brown Wayne Bridge Ledley King 75' Joe Cole 68' David Beckham Frank Lampard Steven Gerrard 88' Michael Owen Peter Crouch |
| Tarmo Neemelo 46' Tarmo Kink 64' | wissels      | 68' Kieron Dyer 75' Stewart Downing 88' Jermaine Jenas                                                                                                |
| | gele kaarten | 81' Peter Crouch |

### Tweede ontmoeting
| EK 2008 kwalificatie (Londen, Verenigd Koninkrijk, 13 oktober 2007):                                                                                                 |              | |
| Engeland | 3 – 0        | Estland |
| Shaun Wright-Phillips 11' Wayne Rooney 32' Taavi Rähn 33' (e.d.) | goals        | |
| Steve McClaren | bondscoach   | Viggo Jensen |
| Paul Robinson Micah Richards Ashley Cole 49' Sol Campbell Rio Ferdinand 46' Shaun Wright-Phillips Joe Cole Steven Gerrard Gareth Barry Michael Owen 70' Wayne Rooney | opstellingen | Mart Poom Andrei Stepanov Taavi Rähn Raio Piiroja Dmitri Kruglov Ragnar Klavan Enar Jääger Joel Lindpere Aleksandr Dmitrijev Kaimar Saag 62' Tarmo Kink |
| Joleon Lescott 46' Phil Neville 49' Frank Lampard 70' | wissels      | 62' Kristen Viikmäe |
| | gele kaarten | 12' Taavi Rähn 73' Joel Lindpere |

### Derde ontmoeting
| EK 2016 kwalificatie (scheidsrechter Marijo Strahonja, Tallinn, 12 oktober 2014):                                                                               |              | |
| Estland | 0 – 1        | Engeland |
| | goals        | 73' Wayne Rooney |
| Magnus Pehrsson | bondscoach   | Roy Hodgson |
| Sergei Pareiko Ragnar Klavan Enar Jääger Igor Morozov Karol Mets Artur Pikk Martin Vunk 83' Konstantin Vassiljev 46' Ilja Antonov Henri Anier Sergei Zenjov 79' | opstellingen | Joe Hart Phil Jagielka Leighton Baines Gary Cahill Calum Chambers Adam Lallana 64' Jordan Henderson 61' Fabian Delph Jack Wilshere Wayne Rooney 80' Danny Welbeck |
| Joel Lindpere 46' Henrik Ojamaa 79' Dmitri Kruglov 83' | wissels      | 61' Alex Oxlade-Chamberlain 64' Raheem Sterling 80' Rickie Lambert                                                                                                |
| | gele kaarten | 45+1' Leighton Baines 53' Jordan Henderson 87' Jack Wilshere |
| Ragnar Klavan 29', 48' | rode kaarten | |

FA · A-internationals · Selecties · Bondscoaches · Engels vrouwenelftal · Brits olympisch elftal · Engeland -21 · Engeland -20 · Engeland -19 · Engeland -18 · Engeland -17 · Engeland -16 · Vrouwen -17
1872 – 1899 ·
1900 – 1919 ·
1920 – 1929 ·
1930 – 1939 ·
1940 – 1949 ·
1950 – 1959 ·
1960 – 1969 ·
1970 – 1979 ·
1980 – 1989 ·
1990 – 1999 ·
2000 – 2009 ·
2010 – 2019 ·
2020 − 2029
EK's: 1968 ·
1980 ·
1988 ·
1992 ·
1996 ·
2000 ·
2004 ·
2012 · 
2016 · 
2020 · 
2024
WK's: 1950 ·
1954 ·
1958 ·
1962 ·
1966 ·
1970 ·
1982 ·
1986 ·
1990 ·
1998 ·
2002 ·
2006 ·
2010 ·
2014 ·
2018 · 
2022
Albanië ·
Algerije ·
Andorra ·
Argentinië ·
Australië ·
Azerbeidzjan ·
België ·
Bosnië en Herzegovina ·
Brazilië ·
Bulgarije ·
Canada ·
Chili ·
China ·
Colombia ·
Costa Rica ·
Cyprus ·
Denemarken ·
DDR · 
Duitsland ·
Ecuador ·
Egypte ·
Estland ·
Finland ·
Frankrijk ·
Georgië ·
Ghana ·
GOS ·
Griekenland ·
Honduras ·
Hongarije ·
Ierland ·
IJsland · 
Iran ·
Israël ·
Italië ·
Ivoorkust ·
Jamaica ·
Japan ·
Joegoslavië ·
Kameroen ·
Kazachstan ·
Koeweit ·
Kosovo ·
Kroatië ·
Liechtenstein ·
Litouwen ·
Luxemburg ·
Maleisië ·
Malta ·
Marokko ·
Mexico ·
Moldavië ·
Montenegro ·
Nederland ·
Nieuw-Zeeland ·
Nigeria ·
Noord-Ierland ·
Noord-Macedonië ·
Noorwegen ·
Oekraïne ·
Oostenrijk ·
Panama · 
Paraguay ·
Peru · 
Polen ·
Portugal ·
Roemenië ·
Rusland ·
San Marino · 
Saoedi-Arabië ·
Schotland ·
Senegal ·
Servië ·
Servië en Montenegro · 
Slovenië ·
Slowakije ·
Sovjet-Unie ·
Spanje ·
Trinidad en Tobago ·
Tsjechië ·
Tsjecho-Slowakije ·
Tunesië ·
Turkije ·
Uruguay ·
Verenigde Staten ·
Wales ·
Wit-Rusland ·
Zuid-Afrika ·
Zuid-Korea ·
Zweden ·
Zwitserland
Algerije (2010) · 
Argentinië (1986) · 
Argentinië (1998) · 
Argentinië (2002) · 
België (1990) · 
België (2018, 1) · 
België (2018, 2) · 
Brazilië (2002) · 
Colombia (1998) ·
Colombia (2018) ·
Costa Rica (2014) ·
Denemarken (2002) ·
Denemarken (2021) · 
Duitsland (2000) ·
Duitsland (2010) ·
Duitsland (2021) ·
Ecuador (2006) ·
Egypte (1990) ·
Frankrijk (1982) ·
Frankrijk (2012) ·
Frankrijk (2022) ·
Ierland (1990) · 
IJsland (2016) ·
Italië (1990) · 
Italië (2012) · 
Italië (2014) · 
Italië (2021) · 
Kameroen (1990) · 
Koeweit (1982) · 
Kroatië (2018) ·
Kroatië (2021) · 
Marokko (1986) · 
Nederland (1990) · 
Nigeria (2002) · 
Oekraïne (2012) · 
Oekraïne (2021) ·
Panama (2018) · 
Paraguay (1986) · 
Paraguay (2006) · 
Polen (1986) · 
Portugal (1986) · 
Portugal (2000) · 
Portugal (2006) · 
Roemenië (1998) ·
Roemenië (2000) ·
Rusland (2016) ·
Schotland (2021) ·
Senegal (2022) ·
Slovenië (2010) ·
Slowakije (2016) ·
Spanje (1982) ·
Spanje (2024) ·
Trinidad en Tobago (2006) ·
Tsjechië (2021) ·
Tsjecho-Slowakije (1982) ·
Tunesië (1998) ·
Tunesië (2018) ·
Uruguay (2014) ·
Verenigde Staten (2010) ·
Wales (2016) · 
West-Duitsland (1966) ·
West-Duitsland (1982) ·
West-Duitsland (1990) ·
Zweden (2002) ·
Zweden (2006) · 
Zweden (2012)
EJL · A-internationals · Bondscoaches · Statistieken · Estisch vrouwenelftal · Olympisch elftal · Estland U21 · Estland U20 · Estland U19 · Estland U18 · Estland U17 · Estland U16
1920 – 1929 ·
1930 – 1939 ·
1940 – 1949 ·
1950 – 1990 · 
1990 – 1999 ·
2000 – 2009 ·
2010 – 2019 ·
2020 − 2029
OS 1924
1920 ·
1921 ·
1922 ·
1923 ·
1924 ·
1925 ·
1926 ·
1927 ·
1928 ·
1929 · 
1930 · 
1931 · 
1932 · 
1933 · 
1934 · 
1935 · 
1936 · 
1937 · 
1938 · 
1939 · 
1940 · 
1941 · 
1942 · 
1943 · 1944 · 
1945 · 
1946 · 
1947 · 
1948 · 
1949 · 
1950 – 1990 · 
1991 · 
1992 · 
1993 · 
1994 · 
1995 · 
1996 · 
1997 · 
1998 · 
1999 · 
2000 · 
2001 · 
2002 · 
2003 · 
2004 · 
2005 · 
2006 · 
2007 · 
2008 · 
2009 · 
2010 · 
2011 · 
2012 · 
2013 · 
2014 · 
2015 · 
2016 ·
2017 ·
2018 ·
2019 ·
2020
Albanië ·
Andorra ·
Angola ·
Antigua en Barbuda ·
Argentinië ·
Armenië ·
Azerbeidzjan ·
België ·
Bosnië-Herzegovina ·
Brazilië ·
Bulgarije ·
Canada ·
Chili ·
China ·
Cyprus ·
Denemarken ·
Duitsland ·
Ecuador ·
Egypte ·
El Salvador ·
Engeland ·
Equatoriaal-Guinea ·
Faeröer ·
Fiji ·
Filipijnen ·
Finland ·
Frankrijk ·
Georgië · 
Gibraltar ·
Griekenland ·
Hongarije ·
Hongkong ·
Ierland ·
IJsland ·
Indonesië ·
Irak ·
Israël ·
Italië ·
Jordanië ·
Kazachstan ·
Kirgizië ·
Kroatië ·
Letland ·
Libanon ·
Liechtenstein ·
Litouwen ·
Luxemburg ·
Malta ·
Marokko ·
Mexico ·
Moldavië ·
Montenegro ·
Nederland ·
Nieuw-Caledonië ·
Nieuw-Zeeland ·
Noord-Ierland ·
Noord-Macedonië ·
Noorwegen ·
Oekraïne ·
Oezbekistan ·
Oman ·
Oostenrijk ·
Polen ·
Portugal ·
Qatar ·
Roemenië ·
Rusland ·
Saint Kitts en Nevis ·
San Marino ·
Saoedi-Arabië ·
Schotland ·
Servië ·
Slovenië ·
Slowakije · 
Spanje ·
Tadzjikistan ·
Thailand ·
Trinidad en Tobago ·
Tsjechië ·
Turkije ·
Turkmenistan ·
Uruguay ·
Vanuatu ·
Venezuela ·
Verenigde Arabische Emiraten ·
Verenigde Staten ·
Vietnam ·
Wales ·
Wit-Rusland ·
Zweden ·
Zwitserland